# Joshua Golliker
Joshua Golliker, né le 23 mars 2004 à Redhill, est un coureur cycliste britannique. Il est membre de l'équipe EF Education-Aevolo. 

## Biographie
Joshua Golliker commence le cyclisme vers l'âge de neuf ans, lorsque son père l'inscrit au Redhill Cycling Club. Il poursuit sa progression au Preston Park Youth Cycling Club, tout en continuant à pratiquer d'autres sports, comme la natation. Son intérêt pour le vélo finit toutefois par prendre le dessus. Il participe alors à des compétitions sur route, mais aussi sur piste, où il obtient de bons résultats. 
En 2022, il court durant quelques semaines au sein de la Team 31 Jolly Cycles U19, implantée en Haute-Garonne. Avec ce club, il se distingue sur le territoire français en remportant trois courses par étapes, dont la Ronde des Vallées. La même année, il obtient de bons résultats dans des épreuves britanniques. Il se classe également cinquième du Keizer der Juniores, disputé en Belgique. 
Grâce à ses bons résultats, il attire l'attention de diverses équipes professionnelles. Au milieu de plusieurs propositions, il fait le choix de rejoindre la réserve de la formation Groupama-FDJ, qui l'avait repérée durant son séjour en France. Bon grimpeur, il s'impose sur deux étapes du Tour de la Vallée d'Aoste en 2023, grâce à deux raids solitaires. Il parvient aussi à suivre les professionnels sur les championnats de Grande-Bretagne. Sous les couleurs de la sélection britannique, il termine quinzième du Tour de l'Avenir. 
En 2024, il retrouve de bonnes sensations au mois de juillet en gagnant une nouvelle étape du Tour de la Vallée d'Aoste, après un début de saison perturbé par des problèmes personnels. À l'automne, il prend la sixième place du Piccolo Giro di Lombardia. Il décide ensuite de changer de centre de formation à partir de 2025 en intégrant la structure américaine EF Education-Aevolo.

## Palmarès sur route

### Par année
- 2022
  - Velomax Junior Road Race
  - Ronde Sud Bourgogne :
    - Classement général
    - 4e étape

  - Tour de la Vallée de la Trambouze :
    - Classement général
    - 1re étape (contre-la-montre)

  - Ronde des Vallées
  - 3e étape du Junior Tour of Mendips
  - 2e du Junior Tour of Mendips
  - 3e du Tour du Pays de Galles juniors
- 2023
  - 2e et 5e étapes du Tour de la Vallée d'Aoste
  - 2e du championnat de Grande-Bretagne sur route espoirs
  - 3e du championnat de Grande-Bretagne du contre-la-montre espoirs
- 2024
  - 3e étape du Tour de la Vallée d'Aoste
  - 3e du championnat de Grande-Bretagne du contre-la-montre espoirs
- 2025
  - 3e de Gand-Wevelgem espoirs

### Classements mondiaux
| Année                                 | 2023  | 2024  |
| ------------------------------------- | ----- | ----- |
| Classement mondial                    | 1634e | 1751e |
| UCI Europe Tour                       | nc    | 1091e |
|                                       |       |       |
| Légende : nc = non classéSource : UCI |       |       |